# Iosif Bertok
Iosif Bertok (n. 23 ianuarie 1891, Timișoara, Austro-Ungaria – d. 8 ianuarie 1972, Arad, România) a fost un operator român de cinema. Data nașterii sale aproape coincide cu cea a filmului mondial.

## Biografie
S-a născut la Timișoara și a decedat la Arad. Și-a început activitatea de operator cinematografic în 1911 ca independent. În această calitate a cutreierat România, Ungaria, Austria și Serbia. A lucrat și pe front, iar până în 1945 contribuie la realizarea a diferite filme documentare, jurnale de actualități etc.

## Filmografie
- 1926 - serie de filme documentare didactice: Marmura, Cărbunele, Lemnul, Ionel și Mărioara;
- 1927 - Lia;
- 1929 - Haiducii;
- 1930 - Cancerul;
- 1931 - Ciocoii;
- 1932 - Chemarea dragostei;
- 1934 - Insula Șerpilor;
- 1935 - Bing-Bang (Stroe și Vasilache);
- 1938 - Din viața cooperatistă a Sibiului;
- 1940 - Uzinele Malaxa.